# Ivan Klasnić
Ivan Klasnić (Hamburgo, Alemania, 29 de enero de 1980), exfutbolista croata nacido en Alemania.

## Trayectoria

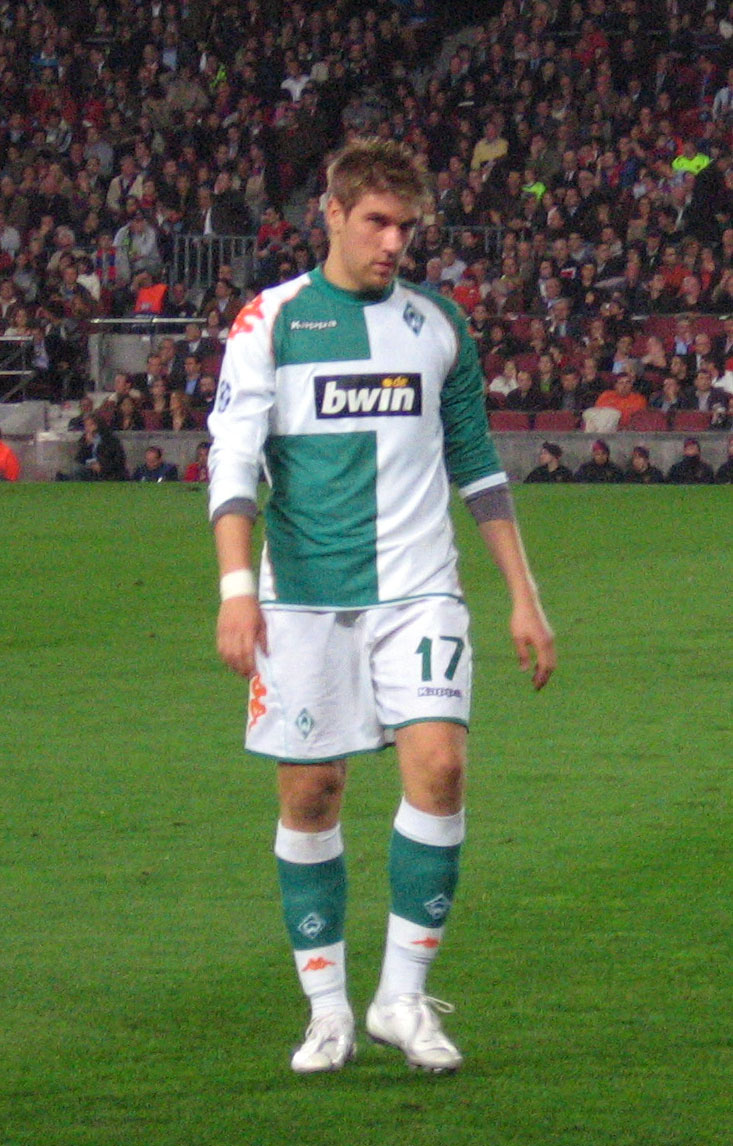
Klasnic en diciembre de 2006

Klasnić nació en Hamburgo hijo de padres croatas que han llegado de Bosnia y Herzegovina. Después de jugar en clubes amateurs, debutó en la 2. Bundesliga durante 1998 con el St. Pauli donde mantuvo buenos números goleadores y actuaciones destacadas durante tres temporadas y media. Poco después de lograr el ascenso a la 1. Bundesliga con su club en 2001, fue transferido al Werder Bremen, un equipo con mayor renombre e importancia tanto a nivel nacional como internacional. Sin embargo, en el Werder Bremen no tuvo buenas actuaciones durante sus primeros dos años, de hecho marcó solo tres goles en 36 partidos de liga, hasta que se destapó en la temporada 03-04 marcando 13 tantos y ayudando a su equipo a ganar la Bundesliga y la Copa de Alemania. Al finalizar dicha temporada, renovó su contrato con el Werder Bremen a pesar de los rumores de transferencia.
La temporada siguiente, jugó la Liga de Campeones de la UEFA con su club avanzando hasta la segunda fase donde fueron eliminados por el Olympique Lyonnais por un aplastante global de 10:2. En 05-06 logró su mejor marca goleadora en una temporada marcando 15 goles pero, después del Mundial de Alemania, su nivel bajó significativamente hasta perder el puesto de titular en el Werder Bremen.
En enero de 2007, tuvo un problema nefrológico que derivó en un trasplante de riñón donado por su madre. Sin embargo, su cuerpo lo rechazó y debió ser operado nuevamente pero con otro riñón donado por su padre. Finalmente, la operación fue exitosa.
Más tarde, en 2008 es traspasado al Football Club Nantes que compite en la Ligue 1, donde solo permanece una temporada, para acabar recalando en el Bolton Wanderers de la Premier League. Actualmente se encuentra sin equipo.
El 3 de septiembre de 2012 firma por una temporada con el Maguncia 05, al fallarle el fichaje de Adrián Ramos al club alemán.

## Selección nacional
A pesar de que fue tentado para jugar para Alemania y Bosnia y Herzegovina, Klasnić se decidió por la Selección de fútbol de Croacia con la cual ya había jugado en las categorías Sub-19 y Sub-21. Con su seleccionado fue convocado para jugar la Eurocopa 2004 pero permaneció en el banquillo de suplentes a lo largo de los tres partidos de la primera fase. Después de la competición, la prensa croata atribuyó la temprana eliminación en parte a la suplencia del goleador.
Sin embargo, con la selección croata nunca demostró sus buenas actuaciones a nivel de clubes, tanto en la fase de clasificación para la Copa Mundial de Fútbol de 2006 como en el Mundial mismo, donde Croacia quedó eliminada en primera ronda y Klasnić no marcó siquiera.

### Participaciones en Copas del Mundo
| Mundial                        | Sede     | Resultado    |
| ------------------------------ | -------- | ------------ |
| Copa Mundial de Fútbol de 2006 | Alemania | Primera fase |

### Participaciones en Eurocopa
| Edición       | Sede            | Resultado        |
| ------------- | --------------- | ---------------- |
| Eurocopa 2004 | Portugal        | Cuartos de final |
| Eurocopa 2008 | Suiza y Austria | Cuartos de final |

## Clubes
| Club             | País       | Año       |
| ---------------- | ---------- | --------- |
| St. Pauli        | Alemania   | 1998-2001 |
| Werder Bremen    | Alemania   | 2001-2008 |
| Nantes           | Francia    | 2008-2009 |
| Bolton Wanderers | Inglaterra | 2009-2012 |
| Maguncia 05      | Alemania   | 2012-2013 |

## Palmarés

### Campeonatos nacionales
| Título                      | Club          | País     | Año  |
| --------------------------- | ------------- | -------- | ---- |
| 1. Bundesliga               | Werder Bremen | Alemania | 2004 |
| Copa de Alemania            | Werder Bremen | Alemania | 2004 |
| Copa de la Liga de Alemania | Werder Bremen | Alemania | 2006 |